# Poul Juel
Poul Juel (1675–1723) – norweski (wówczas Norwegia była częścią Danii) prawnik i prokurator.
W roku 1716 poślubił Cæcilie Cathrine Schreuder.
Juel przeszedł do historii jako prorosyjski spiskowiec. Wraz z rosyjskim wysłannikiem w Danii starał się by Grenlandia przeszła we władanie Petersburga. 5 marca 1723 król Fryderyk IV Oldenburg skazał go na śmierć za zdradę stanu. Wyrok wykonano 8 marca. Polski znawca historii Danii Władysław Czapliński uważa, że cały plan był raczej niepoważny, a wyrok niezwykle surowy.